# Pithecellobium bifoliolatum
Pithecellobium bifoliolatum är en ärtväxtart som först beskrevs av Author.  Pithecellobium bifoliolatum ingår i släktet Pithecellobium och familjen ärtväxter. Inga underarter finns listade i Catalogue of Life.